# Pizhou
Pizhou (邳州 ; pinyin : Pīzhōu; Bi Châu) est une ville de la province du Jiangsu en Chine. C'est une ville-district placée sous la juridiction de la ville-préfecture de Xuzhou.

## Démographie
La population du district était de 1 527 377 habitants en 1999.